# Kováčová (Zvolen)
Kováčová (bis 1927 slowakisch „Kováčova“; ungarisch Kovácsfalva – bis 1882 Kovacsova) ist eine Gemeinde und gleichzeitig Kurort mit 1695 Einwohnern (Stand 31. Dezember 2024) und liegt im Banskobystrický kraj der Mittelslowakei.

## Geographie

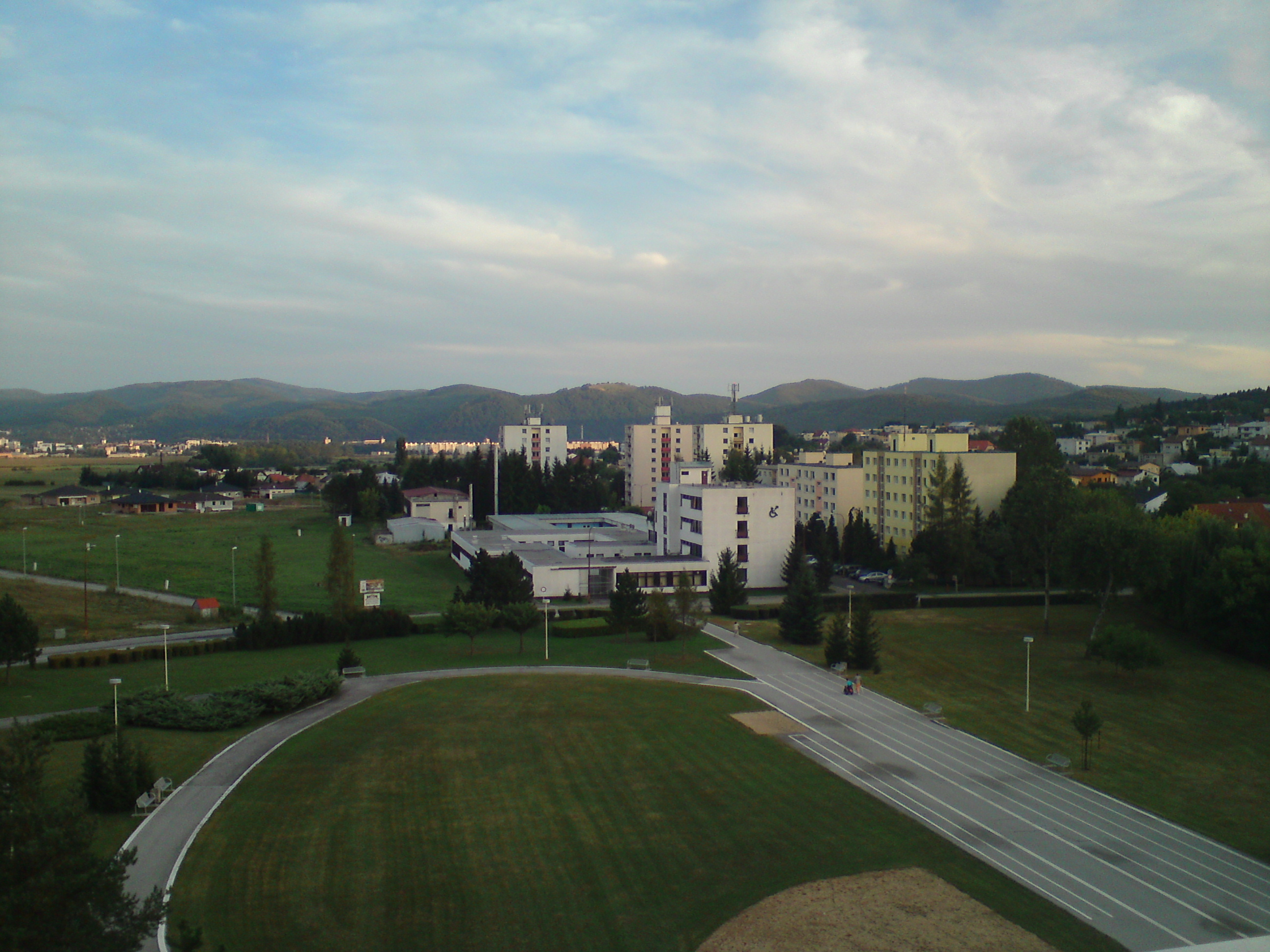
Kováčová

Die Gemeinde befindet sich im südwestlichen Teil des Talkessels Zvolenská kotlina am Fuße der Kremnitzer Berge im Tal des Baches Kováčovský potok im Einzugsgebiet des Hron. Das Ortszentrum liegt auf einer Höhe von 303 m n.m. und ist etwa fünf Kilometer von Zvolen sowie 18 Kilometer von Banská Bystrica entfernt.
Nachbargemeinden sind Sliač (Stadtteil Hájniky) im Nordwesten, Norden, Nordosten und Osten, Zvolen im Südosten und Süden, über einen Berührungspunkt Budča im Südwesten und Turová im Westen.

## Geschichte
Kováčová wurde 1254 erstmals in einer Urkunde von Béla IV. im Rahmen der deutschen Ostsiedlung als terra hospitum de Koachou erwähnt und trägt den Namen von drei alteingesessenen Schmieden (slowakisch Sg. kováč). Der ursprüngliche Ort war etwa zwei Kilometer in westlicher Richtung von der heutigen Gemeinde entfernt und trägt heute den Namen Stará Kováčová. Im Mittelalter und in der Zeit des Feudalismus gehörte der Ort zum Sohler Herrschaftsgebiet, zuerst mit Sitz in der heutigen Burgruine Pustý hrad, später im Schloss Altsohl. Um die Wende vom 16. zum 17. Jahrhundert entstand der Ort an der heutigen Stelle. Auch Kováčová wurde von türkischen Raubzügen im 16. und 17. sowie von Standesaufständen im 17. und frühen 18. Jahrhundert betroffen. Im Werk Notitia Hungariae novae historico-geographica von Matthias Bel wird Kováčová als armes Dorf unter der Herrschaft der Magnatenfamilie Esterházy beschrieben. 1828 zählte man 24 Häuser und 183 Einwohner. Bei Bohrungsarbeiten bei der Suche von Kohlelagerstätten für die Altsohler Stahl- und Eisenfabrik Union im Jahre 1898 stieß man auf eine heiße Quelle und kurz darauf (1899, 1905) wurde sie als Kurbad genutzt.
Bis 1918 gehörte der im Komitat Sohl liegende Ort zum Königreich Ungarn und kam danach zur Tschechoslowakei beziehungsweise heute Slowakei.

## Bevölkerung
| Jahr                | 1994 | 2004    | 2014    | 2024     |
| ------------------- | ---- | ------- | ------- | -------- |
| Anzahl der Personen | 1381 | 1439    | 1488    | 1695     |
| Unterschied         |      | +4,19 % | +3,40 % | +13,91 % |

| Jahr                | 2023 | 2024    |
| ------------------- | ---- | ------- |
| Anzahl der Personen | 1648 | 1695    |
| Unterschied         |      | +2,85 % |

Nach der Volkszählung 2011 wohnten in Kováčová 1522 Einwohner, davon 1357 Slowaken, jeweils sieben Magyaren und Tschechen, drei Russen sowie jeweils ein Mährer und Russine. Zwei Einwohner gaben eine andere Ethnien an und 144 Einwohner machten keine Angabe zur Ethnie.
810 Einwohner bekannten sich zur römisch-katholischen Kirche, 236 Einwohner zur Evangelischen Kirche A. B., 14 Einwohner zur griechisch-katholischen Kirche, sieben Einwohner zu den Zeugen Jehovas, drei Einwohner zur reformierten Kirche, jeweils zwei Einwohner zur Bahai-Religion, zur evangelisch-methodistischen Kirche und zur orthodoxen Kirche und jeweils ein Einwohner zu den christlichen Gemeinden und zu den Siebenten-Tags-Adventisten. Sechs Einwohner bekannten sich zu einer anderen Konfession. 238 Einwohner waren konfessionslos und bei 200 Einwohnern wurde die Konfession nicht ermittelt.

## Kurort
Im Kurort Kováčová werden vor allem Krankheiten des Bewegungsapparates und Nervenkrankheiten, aber auch Darmstörungen, Erkrankungen der Gallenwege, der Leber und des Magens und Frauenkrankheiten behandelt. Die im Jahr 1983 gebohrte Quelle K2 schüttet ungefähr 50 Liter pro Sekunde und ersetzte die seit 1964 genutzte Quelle K1, die im Jahr 1982 havarierte. Das 48,5 °C heiße Wasser wird im Kurort auf 39 °C abgekühlt. Neben dem Kurhaus Detvan befinden sich hier das Nationale Rehabilitierungszentrum (slowakisch Národné rehabilitačné centrum, NRC) sowie die spezialisierte Heilanstalt Marína. Des Weiteren speist die heiße Quelle das Thermalbad Holidaypark Kováčová westlich des Kurorts, dort beträgt die Wassertemperatur 26 °C bis 38 °C.

## Bauwerke und Denkmäler

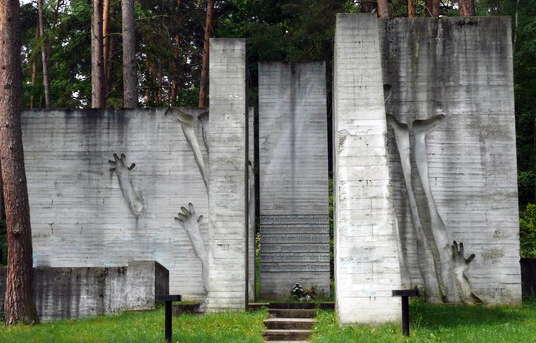
Denkmal an die Gefallenen im Slowakischen Nationalaufstand

- Denkmal an die Gefallenen im Slowakischen Nationalaufstand

## Infrastruktur und Verkehr
Die Gemeinde betreibt einen Kindergarten und eine Grundschule.
Kováčová hat zwei Anschlüsse (Kováčová und Zvolen-Rákoš) an die am Ort vorbeiführende Schnellstraße R1 von Trnava nach Banská Bystrica, parallel zu ihr verläuft nach Norden die Cesta I. triedy 69 („Straße 1. Ordnung“). Nach Zvolen und weiter nach Süden führt die Cesta I. triedy 66 (dort Teil der E 77).
Die nächsten Bahnanschlüsse sind an den Bahnhöfen Zvolen osobná stanica in Zvolen und Sliač kúpele in Sliač. Die Gemeinde ist an das Regionalbusnetz angeschlossen, mit mehreren täglichen Verbindungen nach Zvolen und Banská Bystrica.